# Протасов, Михаил Дмитриевич
Михаи́л Дми́триевич Прота́сов (20 октября [1 ноября] 1842 — не ранее 1900) — отставной генерал-майор русской армии, участник Кавказской и Русско-турецкой (1877—1878) войн, военный историк.

## Биография
Православного вероисповедания.
В составе Крымского пехотного полка участвовал в кампании 1859―1864 годов по покорению Западной Черкесии. Во время этой кампании, за боевые отличия произведён в первый офицерский чин прапорщика (28 февраля 1863 года), а в 1865 году награждён орденом Св. Станислава 3-й степени с мечами и бантом. В 1867 году произведён в подпоручики, в 1869 году — в поручики, а в 1872 ― в штабс-капитаны. В том же чине на должности командира 4-й роты Крымского полка, входившего в состав Эриванского отряда, принимал участие в Русско-турецкой войне 1877―1878 годов на кавказском театре войны. 23 октября 1877 года был ранен во время штурма укреплённой турецкой позиции при Деве-Бойну. В том же году за боевое отличие произведён в капитаны (со старшинством от 9 июня 1877 г.), а также был награждён орденом Св. Анны 3-й степени с мечами и бантом. 6 мая 1884 года произведён в подполковники с переводом в 16-й Мингрельский гренадерский полк.
11 июня 1895 года произведён в полковники с назначением командиром Сальянского резервного полка, а год спустя, 5 июня 1896 года, Высочайшим приказом перемещён на должность командира Шемахинского резервного полка (затем — 261-й пехотный резервный Шемахинский полк), тогда как командир Шемахинского полка полковник А. Г. Мамврийский перемещён на его место в Сальянский полк. Командовал Шемахинским полком вплоть до окончания службы.
24 октября 1900 года уволен со службы с производством в генерал-майоры, с мундиром и пенсией (на основании Высочайше утверждённых 3 июля 1899 года временных правил).
Протасов был женат и имел дочь.

## Награды
- орден Св. Станислава 3-й степени с мечами и бантом (1865)
- орден Св. Анны 3-й степени с мечами и бантом (05.07.1877)
- орден Св. Владимира 4-й степени с мечами и бантом (1878)
- орден Св. Станислава 2-й степени (1886)